# آیریس کامینگز
آیریس کامینگز (انگلیسی: Iris Cummings؛ ۲۱ دسامبر ۱۹۲۰ – ۲۴ ژانویهٔ ۲۰۲۵) شناگر و خلبان اهل ایالات متحده آمریکا بود.